# اتحاد سطح المكتب لينكس
اتحاد سطح المكتب لينكس (بالإنجليزية: سطح المكتب Linux Consortium) (تختصر إلى DLC) هي منظمة غير ربحية, تضع نصب عينها لى تعزيز وتشجيع استخدام نظام التشغيل لينكس على أجهزة الكمبيوتر المكتبية. تم تاسيسها في 4 فبراير 2003.

## أعضاء
- ارك لينكس (ArkLinux)
- كود ويفرز (CodeWeavers)
- دبيان (Debian)
- كيدي (كيدي)
- Linux Professional Institute (LPI)
- The مشروع خادم تيرمينال لينكس (LTSP)
- Lycoris (company)
- ماندريفا (كانت تعرف سابقا باسم ماندريك سوفت) (Mandriva)
- NeTraverse
- اوبن اوفيس
- Questnet (Support4Linux.com)[بحاجة لمصدر]
- برنامج سامبا (Samba)
- Sunwah Linux (rays Linux Distribution)
- سوزه لينكس (سوزي)
- theKompany[بحاجة لمصدر]
- TransGaming Technologies
- TrustCommerce
- اكساندورس
- Ximian